# Mjassischtschew M-500
Die Mjassischtschew M-500 (russisch Мясищев М-500) ist das Projekt der Firma Mjassischtschew für ein Agrarflugzeug.

## Geschichte
Als Ersatz für die  Antonow An-2, die in der Sowjetunion u. a. als Sprühflugzeug in der Landwirtschaft eingesetzt wird, entwarf das Konstruktionsbüro Mjassischtschew die M-500.
Die M-500 ist ein Tiefdecker mit starrem Spornradfahrwerk und einem Sternmotor im Bug. An den Flügelspitzen befinden sich Winglets.
Neben dem Haupteinsatzgebiet als Agrarflugzeug sollten Versionen als Geschäftsreise-, Ambulanz-, Schul-, Patrouillen-, Fracht- und Postflugzeug gebaut werden. Die Nutzlastkapazität soll bis zu 980 kg betragen.
Das Projekt wurde auf der ILA 1994 in Berlin vorgestellt, auf dem MAKS 1997 in Moskau-Schukowski war ein Holzattrappe zu sehen. Das Programm wurde wahrscheinlich aus finanziellen Gründen nicht weiter verfolgt.

## Allgemeine Daten
| Kenngröße             | Daten (projektiert, Stand 1994) |
| --------------------- | ------------------------------- |
| Besatzung             | 1                               |
| Passagiere            |                                 |
| Länge                 | 10,60 m                         |
| Spannweite            | 15,52 m                         |
| Höhe                  | 3,57 m                          |
| Flügelfläche          |                                 |
| Radstand              | 7,20 m                          |
| Spurweite             | 2,80 m                          |
| Leermasse             | 1290 kg                         |
| Startmasse            | 2500 kg                         |
| max. Startmasse       | 2900 kg                         |
| Reisegeschwindigkeit  | 120–210 km/h                    |
| Höchstgeschwindigkeit |                                 |
| Dienstgipfelhöhe      |                                 |
| Reichweite            |                                 |
| Triebwerke            | ein Kolbenmotor                 |